# Kaouther Ben Hania
Kaouther Ben Hania (Sidi Bouzid, 27 de agosto de 1977) es una directora y guionista de cine tunecina. En 2021 su película El hombre que vendió su piel (2020) se convirtió en la primera película tunecina de la historia nominada a los premios Óscar a la mejor película internacional. Dos años antes, en 2019 otra de sus películas, La bella y los perros (2017), había sido ya preseleccionada en la 91 edición de los Premios.

## Trayectoria
Kaouther Ben Hania nació en Sidi Bouzid. De 2002 a 2004 estudió en la Escuela de Artes y del Cine (EDAC) en Túnez donde realiza varios cortometrajes destacando La Brèche. En 2003 también participa en un taller de escritura para largometrajes financiado por Euromed. En 2004 amplía su formación en París en la Escuela Oficial de Cine La Fémis primero en la universidad de verano y posteriormente en el curso 2004-2005. En 2006 realiza otro corto, Moi, ma sœur et la chose, inspirado en la novela Le Jeune homme, l'enfant et la question de Mohsen Ben Hania. Posteriormente trabaja en el Canal de Documentales del al Jazeera hasta 2007. Realiza varios largometrajes destacados en diversos festivales al mismo tiempo que retoma sus estudios en la Universidad de la Sorbona-Nouvelle en París (2007-2008). Entre sus documentales están Imams Go to the School (2010) y Zainab Hates the Snow (2016)
Su primera película, Le Challat of Tunis (2014), una sátira social con tono irónico abordando al igual que en sus siguientes trabajos las relaciones entre hombres y mujeres, fue seleccionada en el programa ACID del Festival de Cannes. Su segundo largometraje La bella y los perros (2017) aborda la búsqueda de justicia de una joven que ha sido violada por unos policías, una historia real que Ben Hania transforma en película. La película fue seleccionada en la categoría Una cierta mirada del Festival de Cannes 2017 y fue ovacionada tras su proyección. Un año más tarde fue nominada para los premios Lumières du Lumières du meilleur film francophone. La película fue también seleccionada por el Centro nacional de cine e imagen como propuesta para representar a Túnez en los Oscar 2019 en la categoría de películas extranjeras pero no logró ser finalista. .
Fue jurado de la Federación Tunecina de Cineastas Amateurs.
En marzo de 2021 su película "El hombre que vendió su piel"  se convirtió en la primera cinta tunecina nominada a los Óscar en la categoría de mejor película internacional, en la que competirá con "Quo Vadis, Aida?" (Bosnia-Herzegovina), "Otra ronda" (Dinamarca), "Collective" (Rumanía) y "Better Days" (Hong Kong).
En 2025 la revista Variety publicó que la directora Ben Hania estaba preparando una película sobre el asesinato de Hind. La película, inicialmente conocida simplemente como Untitled Kaouther Ben Hania Project, cuenta con el respaldo de la productora británica Film4. En julio de ese año se dio a conocer que la película, ya con el título oficial de La voz de Hind Rajab, participaría en el Festival Internacional de Cine de Venecia de 2025. El director del festival, Alberto Barbera, dijo de la película que era una de las más conmovedoras de las participantes y predijo que tendría un impacto duradero tanto en las audiencias como en la crítica. La película sigue los acontecimientos desde el punto de vista de los voluntarios del Movimiento Internacional de la Cruz Roja y de la Media Luna Roja.

## Filmografía

### Cortos
- 2004 : La Brèche (14' proyecto de formación)
- 2006 : Moi, ma sœur et la chose (14')
- 2013 : Peau de colle
- 2018 : Les Pastèques du cheikh

### Largometrajes
- 2014 : Le Challat de Tunis,
- 2016 : Zaineb n'aime pas la neige
- 2017 : La bella y los perros (Aala Kaf Ifrit)
- 2020 :  El hombre que vendió su piel
- 2025 : La voz de Hind Rajab

### Documental
- 2010 : Les imams vont à l'école (75'),

### Como actriz
- 2014 : Le Challat de Tunis

## Premios y reconocimientos

### Nominaciones
- Festival de Cannes 2017 : en compétition dans la sélection Un certain regard pour La Belle et la Meute
- Prix Lumières 2018 : Prix Lumières du meilleur film francophone por La bella y los perros
- Óscars 2019 : preselección para representar a Túnez para el Oscar a la mejor película en lengua extranjera La bella y los perros
- Óscars 2021 : selección para representar a Túnez para el Óscar a la mejor película en lengua extranjera por  El hombre que vendió su piel

## Premios
- Rencontres films femmes Méditerranée de Marseille 2013 : Prremio del público por Peau de colle
- Festival international du film francophone de Namur 2014 : Bayard d'or de la meilleure première œuvre (prix Émile Cantillo) por Le Challat de Tunis
- Festival international du film de femmes de Salé 2014 : Mención especial por Le Challat de Tunis
- Jornadas cinematográficas de Carthage 2016 : Tanit d'or por Zaineb n'aime pas la neige
- Festival de Cannes 2017 : Premio a la mejor creación sonora  (initié par La Semaine du son et décerné pour la première fois) en la selección Una cierta mirada por La bella y los perros
- Festival du cinéma méditerranéen de Bruxelles 2017 : Priemio especial del jurado por La bella y los perros
- Festival international du film de Stockholm 2020 : meilleur scénario pour L'Homme qui a vendu sa peau

Kaouther Ben Hania recibió el Premio Amnistía Internacional en la 16 Edición del Festival de Cine y Derechos Humanos de Donostia por su película “La bella y los perros”.

## Condecoraciones
- Caballero de la Orden tunecina del Mérito cultural (2016).